# Koszmosz–109
A Koszmosz–109 (oroszul: Космос 109) Koszmosz műhold, a szovjet műszeres műhold-sorozat tagja. Második generációs Zenyit–4 felderítő műhold, biológiai kísérletekkel kiegészítve.

## Küldetés
Űrkutatási és katonai programot hajtott végre. Programja a Koszmosz–94-gyel megegyező. Az emberes űrkutatási program végrehajtását segítette.

## Jellemzői
Az OKB–1 tervezőirodában kifejlesztett, annak ellenőrzése alatt gyártott műhold.
1966. február 19-én a Bajkonuri űrrepülőtér indítóállomásról egy Voszhod (11A57) hordozórakétával juttatták Föld körüli, közeli körpályára. Az orbitális egység pályája 89,4 perces, 65 fokos hajlásszögű, elliptikus pálya-perigeuma 204 kilométer, apogeuma 288 kilométer volt. Hasznos tömege 4730 kilogramm. A sorozat felépítését, szerkezetét, alapvető fedélzeti rendszereit tekintve egységesített, szabványosított tudományos-kutató űreszköz. Áramforrása kémiai akkumulátorok, szolgálati élettartama 10 nap.
Fototechnikai (fényképezőgép, televíziós kamera) berendezései 3-5 méter közötti felbontású képeket készítettek.
1966. február 27-én 8 napos szolgálati idő után, földi parancsra belépett a légkörbe és hagyományos módon – ejtőernyős leereszkedés – visszatért a Földre.